# Порт Хадлок-Ајрондејл (Вашингтон)
Порт Хадлок-Ајрондејл (енгл. Port Hadlock-Irondale) насељено је место без административног статуса у америчкој савезној држави Вашингтон.

## Демографија
По попису из 2010. године број становника је 3.580, што је 104 (3,0%) становника више него 2000. године.
| Група             | 2000.         | 2010.         |
| Белци             | 3.094 (89,0%) | 3.105 (86,7%) |
| Афроамериканци    | 11 (0,3%)     | 27 (0,8%)     |
| Азијати           | 49 (1,4%)     | 58 (1,6%)     |
| Хиспаноамериканци | 87 (2,5%)     | 126 (3,5%)    |
| Укупно            | 3.476         | 3.580         |